# Lista de episódios de Craig of the Creek
- Esta é uma lista de episódios da série O Mundo de Greg (Craig of the Creek nos EUA e O O Mundo de Craig em Portugal).

## Resumo
| Temporada | Temporada | Episódios | Exibição original     | Exibição original     | Exibição Brasil                                                 | Exibição Brasil    | Exibição Portugal      | Exibição Portugal  |
| Temporada | Temporada | Episódios | Estreia de temporada  | Final de temporada    | Estreia de temporada                                            | Final de temporada | Estreia de temporada   | Final de temporada |
| --------- | --------- | --------- | --------------------- | --------------------- | --------------------------------------------------------------- | ------------------ | ---------------------- | ------------------ |
|           | Piloto    | 1         | 1 de dezembro de 2017 | 1 de dezembro de 2017 | TBA                                                             | TBA                | TBA                    | TBA                |
|           | 1         | PA        | 30 de março de 2018   | PA                    | 20 de abril de 2018 (pré-estréia) 16 de junho de 2018 (oficial) | PA                 | 10 de novembro de 2018 | PA                 |

## Episódios

### Piloto (2017)
| #(Ep.) | Título               | Escrito e dirigido por   | Exibição original     | Exibição Brasil | Exibição Portugal | Código de produção |
| --- | -------------------- | ------------------------ | --------------------- | --------------- | ----------------- | ------------------ |
| 0 | "Craig of the Creek" | Matt Burnett e Ben LevIN | 1 de dezembro de 2017 | PA              | PA                |                    |
| Greg deixa cair sua equipe nos esgotos depois de se distrair com seu irmão mais velho, Bernardo, e sua namorada, Alexis. Ele se junta a Kelsey e J.P. e se aventura no riacho para procurá-lo, encontrando outras crianças estranhas e selvagens ao longo do caminho. |                      |                          |                       |                 |                   |                    |

### 1ª temporada (2018-2019)
| # (Ep.) | Título                                                                                         | Escrito e Storyboard por             | Exibição original                                                                                | Código de produção | Audiência (em milhões) |
| --- | ---------------------------------------------------------------------------------------------- | ------------------------------------ | ------------------------------------------------------------------------------------------------ | ------------------ | ---------------------- |
| 1 | "Os Desbravadores (BR) Que Comichão por Explorar (PT)" "Itch to Explore"                       | Madeline Queripel                    | 30 de março de 2018 16 de junho de 2018 10 de novembro de 2018                                   | 1059-002           | 0.83                   |
| A missão de Greg para mapear todo o riacho o leva ao lado de seus amigos ao perigoso bosque de heras venenosas. |                                                                                                |                                      |                                                                                                  |                    |                        |
| 2 | "Pega-Pega (BR) É a Tua Vez (PT)" "You're It"                                                  | Matt Burnett e Ben Levin             | 30 de março de 2018 20 de abril de 2018 (Pré-estreia) 16 de junho de 2018 10 de novembro de 2018 | 1059-001           | 0.83                   |
| Um dia agradável na corrida de garrafas de refrigerante é arruinado quando um jogo de pega-pega que tem aterrorizado as crianças do riacho por mais tempo do que qualquer um pode lembrar recomeça, o que faz Kelsey se tornar sua mais recente vítima. |                                                                                                |                                      |                                                                                                  |                    |                        |
| 3 | "Jéssica Vai ao Riacho (BR) A Jéssica vai ao Riacho (PT)" "Jessica Goes to the Creek"          | Tiffany Ford e Michelle Xin          | 31 de março de 2018 16 de junho de 2018 10 de novembro de 2018                                   | 1059-003           | 0.67                   |
| Quando Greg e Jéssica são trancados fora de casa, Greg não tem escolha a não ser trazer sua irmãzinha para o riacho. |                                                                                                |                                      |                                                                                                  |                    |                        |
| 4 | "O Último Livro (BR) O Último Livro (PT)" "The Final Book"                                     | Carmen Liang e Charmaine Verhagen    | 31 de março de 2018 16 de junho de 2018 10 de novembro de 2018                                   | 1059-005           | 0.79                   |
| O último livro da série de fantasias favoritas de Kelsey desaparece da biblioteca, então Greg decide ajudá-la a resolver o mistério de quem o levou. |                                                                                                |                                      |                                                                                                  |                    |                        |
| 5 | "Tesouros Demais (BR) Demasiados Tesouros (PT)" "Too Many Treasures"                           | Katie Aldworth e Jason Dwyer         | 31 de março de 2018 16 de junho de 2018 11 de novembro de 2018                                   | 1059-004           | 0.85                   |
| Na esperança de consertar seu forte, Greg alista os 10 melhores corredores para uma carona até a lendária pilha de lixo. |                                                                                                |                                      |                                                                                                  |                    |                        |
| 6 | "Selvagenessa (BR) Selvática (PT)" "Wildernessa"                                               | Dashawn Mahone e Najja Porter        | 2 de abril de 2018 16 de junho de 2018 11 de novembro de 2018                                    | 1059-006           | 0.90                   |
| Um encontro com Selvagenessa, guardiã do deserto, inspira Kelsey a assumir uma causa. Kelsey logo descobre que talvez a causa que assumiu não tenha sido uma boa idéia.                                                                                 |                                                                                                |                                      |                                                                                                  |                    |                        |
| 7 | "Roupa de Domingo (BR) Roupas de Domingo (PT)" "Sunday Clothes"                                | Deena Beck e Angel Lorenzana         | 6 de abril de 2018 30 de julho de 2018 11 de novembro de 2018                                    | 1059-007           | 0.68                   |
| JP suja suas últimas roupas limpas e ele deve usar seu melhor terno de domingo no riacho. |                                                                                                |                                      |                                                                                                  |                    |                        |
| 8 | "Fuga do Jantar em Família (BR) Escapar ao Jantar de Família (PT)" "Escape from Family Dinner" | Tiffany Ford e Michael Yates         | 9 de abril de 2018 1 de agosto de 2018 11 de novembro de 2018                                    | 1059-008           | 0.67                   |
| Há uma enorme luta de balão de água no riacho, mas Greg está preso em casa para um jantar em família - a menos que ele possa escapar. |                                                                                                |                                      |                                                                                                  |                    |                        |
| 9 | "O Monstro da Horta (BR) Monstro no Quintal (PT)" "Monster in the Garden"                      | Lamar Abrams e Jeff Liu              | 13 de abril de 2018 13 de agosto de 2018 17 de novembro de 2018                                  | 1059-009           | 0.74                   |
| Greg está determinado a pegar o monstro que está causando estragos no jardim do vovô. |                                                                                                |                                      |                                                                                                  |                    |                        |
| 10 | "A Maldição (BR) A Maldição (PT)" "The Curse"                                                  | Charmaine Verhagen e Amber Cragg     | 16 de abril de 2018 20 de agosto de 2018 17 de novembro de 2018                                  | 1059-010           | 0.57                   |
| Greg, Kelsey e JP entram em conflito com algumas bruxas adolescentes amaldiçoadas. |                                                                                                |                                      |                                                                                                  |                    |                        |
| 11 | "Santa Indecisão (BR) O Cão Que Decide (PT)" "Dog Decider"                                     | Deena Beck e Angel Lorenzana         | 20 de abril de 2018 27 de agosto de 2018 17 de novembro de 2018                                  | 1059-012           | 0.65                   |
| Incapaz de tomar decisões difíceis, Greg decide colocar suas escolhas nas mãos de um cachorro chamado Fred. |                                                                                                |                                      |                                                                                                  |                    |                        |
| 12 | "Libere a Sua Fera (BR) Desperta a Tua Fera (PT)" "Bring Out Your Beast"                       | Jason Dwyer e Tiffany Ford           | 23 de abril de 2018 3 de setembro de 2018 17 de novembro de 2018                                 | 1059-013           | 0.50                   |
| Greg quer jogar um jogo de cartas popular, então ele decide emprestar as cartas valiosas e vintage de Bernardo. |                                                                                                |                                      |                                                                                                  |                    |                        |
| 13 | "Perdidos no Esgoto (BR)" "Lost in the Sewers"                                                 | Jon Feria e Mark Galez               | 27 de abril de 2018 10 de setembro de 2018 18 de novembro de 2018                                | 1059-014           | 0.67                   |
| Greg concorda em ajudar a Rainha do Esgoto a mapear os esgotos, mas ele rapidamente se vê sobre sua cabeça. |                                                                                                |                                      |                                                                                                  |                    |                        |
| 14 | "O Futuro é de Papelão (BR) O Futuro é Cartão (PT)" "The Future Is Cardboard"                  | Dashawn Mahone e Najja Porter        | 30 de abril de 2018 20 de agosto de 2018 18 de novembro de 2018                                  | 1059-011           | 0.49                   |
| As crianças conhecem um excêntrico criador de papelão que convida Greg para ajudar a terminar sua obra-prima. |                                                                                                |                                      |                                                                                                  |                    |                        |
| 15 | "O Inseto (BR)" "The Brood"                                                                    | Kris Mukai e Charmaine Verhagen      | 7 de maio de 2018 17 de setembro de 2018 18 de novembro de 2018                                  | TBA                | 0.57                   |
| O avô de Greg conta a ele sobre enxames de cigarras em Maryland e como ele recolhe as conchas de todos os enxames. A determinação de Greg em fazer com que seu avô ficasse com uma cigarra faz com que ele, Kelsey e JP fiquem presos no coto.          |                                                                                                |                                      |                                                                                                  |                    |                        |
| 16 | "O Mistério da Ponte (BR)" "Under the Overpass"                                                | Dashawn Mahone e Najja Porter        | 9 de julho de 2018 24 de setembro de 2018 25 de novembro de 2018                                 | TBA                | 0.43                   |
| Greg e seus amigos viajam para encontrar madressilvas no riacho, mas descobrem uma parte totalmente nova dele. |                                                                                                |                                      |                                                                                                  |                    |                        |
| 17 | "O Convite (BR)" "The Invitation"                                                              | Deena Beck e Angel Lorenzana         | 9 de julho de 2018 1 de outubro de 2018 18 de novembro de 2018                                   | 1059-017           | 0.49                   |
| Greg e seus amigos são convidados para uma festa de chá exclusiva com deliciosas sobremesas, se eles conseguirem se educar o suficiente até o final da festa.                                                                                           |                                                                                                |                                      |                                                                                                  |                    |                        |
| 18 | "Covil Do Abutre (BR)" "Vulture's Nest"                                                        | Tiffany Ford e Jason Dwyer           | 9 de julho de 2018 8 de outubro de 2018 25 de novembro de 2018                                   | 1059-018           | 0.61                   |
| Greg e seus amigos começam uma banda, mas Greg é assombrado por um pesadelo assustador. |                                                                                                |                                      |                                                                                                  |                    |                        |
| 19 | "Jornada da Kelsey (BR)" "Kelsey Quest"                                                        | Katie Aldworth e Niki Yang           | 9 de julho de 2018 15 de outubro de 2018 24 de novembro de 2018                                  | TBA                | 0.70                   |
| Kelsey aceita uma missão dos Anciões do Riacho, mas ela está pronta para seu terrível oponente? |                                                                                                |                                      |                                                                                                  |                    |                        |
| 20 | "Jpônei (BR)" "Jpony"                                                                          | Angel Lorenzana e Charmaine Verhagen | 9 de julho de 2018 22 de outubro de 2018 24 de novembro de 2018                                  | TBA                | 0.65                   |
| JP decide seguir seu coração e tenta se juntar às Meninas do Cavalo. |                                                                                                |                                      |                                                                                                  |                    |                        |
| 21 | "O Poderoso Chefão (BR)" "Ace of Squares"                                                      | Dashawn Mahone & Najja Porter        | 27 de agosto de 2018 10 de janeiro de 2019 6 de abril de 2019                                    | TBA                | TBA                    |
| Greg promete tornar o jogo do Four Square mais divertido desafiando seu jogador mais dominante. |                                                                                                |                                      |                                                                                                  |                    |                        |
| 22 | "Portal para Helen (BR)" "Doorway to Helen"                                                    | Deena Beck & Angel Lorenzana         | 28 de agosto de 2018 3 de janeiro de 2019 7 de abril de 2019                                     | TBA                | TBA                    |
| Greg faz uma conexão de longa distância com uma garota que ama tanto o riacho quanto ele. |                                                                                                |                                      |                                                                                                  |                    |                        |
| 23 | "A Última Criança no Riacho (BR)" "The Last Kid in the Creek"                                  | Jason Dwyer & Tiffany Ford           | 29 de agosto de 2018 26 de janeiro de 2019 6 de abril de 2019                                    | TBA                | TBA                    |
| Uma terrível maldição deixa Greg como o único garoto no riacho. |                                                                                                |                                      |                                                                                                  |                    |                        |
| 24 | "A Escalada (BR)" "The Climb"                                                                  | TBA                                  | 30 de agosto de 2018 10 de janeiro de 2019 7 de abril de 2019                                    | TBA                | TBA                    |
| O telefone de Greg fica preso na Árvore Sycamore, a árvore mais alta do riacho. |                                                                                                |                                      |                                                                                                  |                    |                        |
| 25 | "O Beliscão (BR)" "Big Pinchy"                                                                 | TBA                                  | 31 de agosto de 2018 17 de janeiro de 2019 13 de abril de 2019                                   | TBA                | TBA                    |
| JP leva seus amigos em uma viagem para encontrar o maior lagostim do riacho. |                                                                                                |                                      |                                                                                                  |                    |                        |
| 26 | "O Menino do Futuro (BR)" "The Kid From 3030"                                                  | TBA                                  | 1 de outubro de 2018 24 de janeiro de 2019 13 de abril de 2019                                   | TBA                | TBA                    |
| A turma conhece um garoto misterioso do futuro e tenta ajudá-lo a completar sua missão. |                                                                                                |                                      |                                                                                                  |                    |                        |
| 27 | "Super Socos (BR)" "Power Punchers"                                                            | TBA                                  | 2 de outubro de 2018 31 de janeiro de 2019 14 de abril de 2019                                   | TBA                | 0.52                   |
| Para conseguir um Fed Up em videogames para seu pai, Greg procura treinamento no riacho. |                                                                                                |                                      |                                                                                                  |                    |                        |
| 28 | "A Corrida Maluca do Riacho (BR)" "Creek Cart Racers"                                          | TBA                                  | 3 de outubro de 2018 7 de fevereiro de 2019 14 de abril de 2019                                  | TBA                | 0.49                   |
| Uma corrida de alta velocidade com um prêmio alto pode ser demais para Greg e seus amigos. |                                                                                                |                                      |                                                                                                  |                    |                        |
| 29 | "O Clube do Livro (BR)" "Secret Book Club"                                                     | TBA                                  | 4 de outubro de 2018 14 de fevereiro de 2019 20 de abril de 2019                                 | TBA                | 0.49                   |
| Kelsey começa um clube do livro super-secreto para apresentar Greg e JP às alegrias da leitura. |                                                                                                |                                      |                                                                                                  |                    |                        |
| 30 | "Jota pê, O Et (BR)" "Jextra Perrestrial"                                                      | TBA                                  | 5 de novembro de 2018 21 de fevereiro de 2019 20 de abril de 2019                                | 1071-030           | 0.49                   |
| JP acredita que ele pode ser de outro planeta, então Craig tenta ajudá-lo a fazer contato. |                                                                                                |                                      |                                                                                                  |                    |                        |
| 31 | "A Grande Missão (BR)" "The Takeover Mission"                                                  | TBA                                  | 6 de novembro de 2018 2 de setembro de 2019                                                      | 1071-031           | 0.51                   |
| 32 | "Jantar no riacho (BR)" "Dinner at the Creek"                                                  | TBA                                  | 7 de novembro de 2018                                                                            |                    | 0.53                   |
| 33 | "No Rastro Da Jessica (BR)" "Jessica's Trail"                                                  | TBA                                  | 8 de novembro de 2018                                                                            |                    | 0.63                   |
| 34 | "Cidade Dos Insetos (BR)" "Bug City"                                                           | TBA                                  | 28 de janeiro de 2019                                                                            |                    | 0.49                   |
| 35 | "Resgate no Riacho Profundo (BR)" "Deep Creek Salvage"                                         | TBA                                  | 4 de fevereiro de 2019                                                                           | 1059-036           | 0.47                   |
| 36 | "O atalho (BR)" "The Shortcut"                                                                 | TBA                                  | 11 de fevereiro de 2019                                                                          |                    | 0.47                   |
| 37 | "Tribunal Do "Vi Primeiro (BR)" "Dibs Court"                                                   | TBA                                  | 18 de fevereiro de 2019                                                                          |                    | 0.54                   |
| 38 | "A Grande Corrida do Fossil (BR)" "The Great Fossil Rush"                                      | TBA                                  | 25 de fevereiro de 2019                                                                          |                    | 0.38                   |
| 39 | "O Mistério Da Guardiã Do Tempo (BR)" "The Mystery Of The Timekeeper"                          | Jason Dwyer & Tiffany Ford           | 04 de março de 2019                                                                              |                    | 0.41                   |
| 40 | "Missão Solitária (BR)" "Alone Quest"                                                          | Katie Aldworth & Drew Green          | 11 de março de 2019                                                                              |                    | 0.41                   |

### 2ª temporada (2019-2020)
| # (Ep.) | Título                                                                               | Escrito e Storyboard por                               | Exibição original     | Código de produção | Audiência (em milhões) }} |
| ------- | ------------------------------------------------------------------------------------ | ------------------------------------------------------ | --------------------- | ------------------ | ------------------------- |
| 41      | "Lembranças do Bobby (BR)" "Memories Of Bobby"                                       | Charmaine Verhagen & Niki Yang                         | 18 de março de 2019   |                    | 0.47                      |
| 42      | "O Mundo de Jacob (BR)" "Jacob of the Creek"                                         | Dashawn Mahone & Najja Porter                          | 18 de março de 2019   |                    | 0.47                      |
| 43      | "O Retorno dos Patrulheiros da Madressilva (BR)" "Return of the Honeysuckle Rangers" | Deena Beck & Angel Lorenzana                           | 25 de março de 2019   |                    | 0.35                      |
| 44      | "Kelsey, a Anciã (BR)" "Kelsey the Elder"                                            | Katie Aldworth & Ashley Tahilan                        | 01 de abril de 2019   | 1071-045           | 0.42                      |
| 45      | "O Desafio da Azedinha (BR)" "Sour Candy Trials"                                     | Dashawn Mahone & Najja Porter                          | 01 de abril de 2019   | 1071-046           | 0.42                      |
| 46      | "Forte Williams (BR)" "Fort Williams"                                                | Lamar Abrams & Charmaine Verhagen                      | 10 de maio de 2019    |                    | 0.34                      |
| 47      | "O Outro Lado Parte 1 (BR)" "The Other Side Part 1"                                  | Jason Dwyer,Tiffany Ford,Dashawn Mahone & Najja Porter | 22 de junho de 2019   | 1071-051           | 0.37                      |
| 48      | "O Outro Lado Parte 2 (BR)" "The Other Side Part 2"                                  | Jason Dwyer,Tiffany Ford,Dashawn Mahone & Najja Porter | 22 de junho de 2019   | 1071-052           | 0.37                      |
| 49      | "Desejo de Verão (BR)" "Summer Wish"                                                 | Katie Aldworth & Ashley Tahilan                        | 29 de junho de 2019   |                    | 0.42                      |
| 50      | "Virando a Mesa (BR)" "Turning the Tables"                                           | Deena Beck & Angel Lorenzana                           | 06 de julho de 2019   |                    | 0.29                      |
| 51      | "Kelsey,a Autora (BR)" "Kelsey the Author"                                           | Katie Aldworth & Ashley Tahilan                        | 13 de julho de 2019   | 1071-055           | 0.32                      |
| 52      | "Conselho do Riacho (BR)" "Council of the Creek"                                     | Jason Dwyer & Tiffany Ford                             | 20 de julho de 2019   |                    | 0.33                      |
| 53      | "Cadete Brilhante (BR)" "Sparkle Cadet"                                              | Deena Beck & Angel Lorenzana                           | 27 de julho de 2019   |                    | 0.39                      |
| 54      | "O Mundo do Primo (BR)" "Cousin of the Creek"                                        | Dashawn Mahone & Najja Porter                          | 03 de agosto de 2019  |                    | 0.34                      |
| 55      | "Campista em Fuga (BR)" "Camper on the Run"                                          | Annisa Adjani & Charmaine Verhagen                     | 10 de agosto de 2019  |                    | 0.44                      |
| 55      | "Bomba Fedorenta (BR)" "Stink Bomb"                                                  | Drew Green & Charmaine Verhagen                        | 17 de agosto de 2019  |                    | 0.49                      |
| 57      | "A Evolução do Greg (BR)" "The Evolution of Craig"                                   | TBA                                                    | 24 de agosto de 2019  |                    | ASA                       |
| 58      | "Casa de Boneca Assombrada (BR)" "The Haunted Dollhouse"                             | TBA                                                    | 26 de outubro de 2019 |                    | ASA                       |